# Schuhmacherhammer

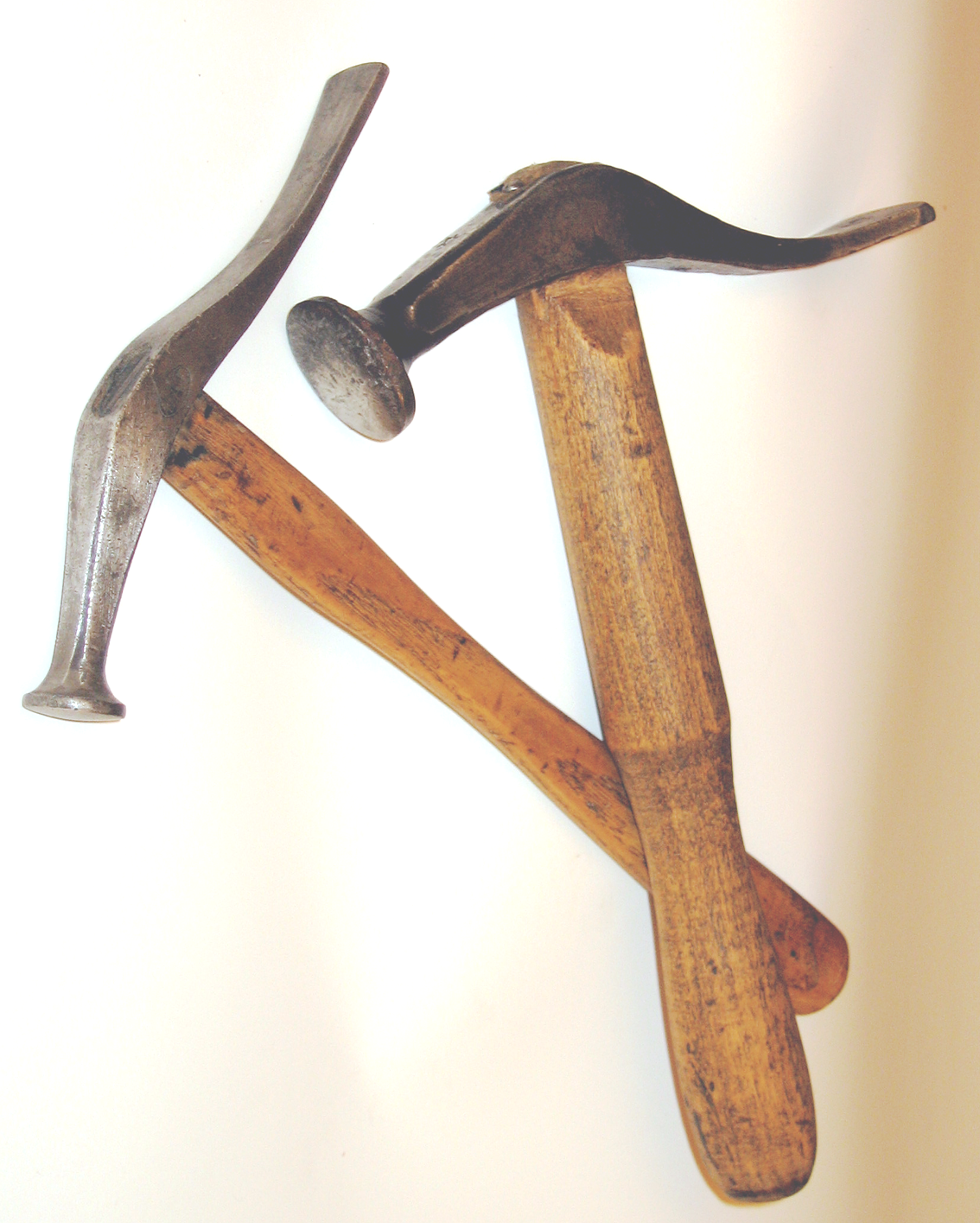
Schuhmacherhammer

Ein Schuhmacherhammer ist ein Hammer mit einer schwach gebogenen, runden Bahn, einer breiten Finne und einem relativ kurzen Stiel. Er dient dem Schuhmacher zum Formen und Zubereiten des Leders sowie zum Feststiften des Leders auf den Schuhleisten, dem Stiften und Nageln der Schuhsohle und des Schuhabsatzes.